# Scott L. Schwartz
Pour les articles homonymes, voir Schwarz.
Scott L. Schwartz, né le 16 mars 1959 à Philadelphie, Pennsylvanie (États-Unis) et mort le 26 novembre 2024 à Covington, Louisiane (États-Unis) est un acteur, un cascadeur, un catcheur américain et shérif réserviste du Los Angeles Sheriff Department.

## Biographie
Scott Leslie Schwartz naît le 16 mars 1959 et grandit à Philadelphie, Pennsylvanie (États-Unis) où il joue au football, baseball et au hockey sur glace à la George Washington High School avant d'intégrer l'Université Temple.
Après ses études, il devient catcheur professionnel sous les noms de Joshua Ben-Gurion « The Israeli Commando » et Giant David. Il s'entraine notamment auprès de Wladek Kowalski. Il participe à plusieurs tournées de catcheurs et remporte de nombreux titres.
Lors d'une tournée de catch à Bakersfield en Californie, il est approché par un agent hollywoodien. Après des rôles de catcheurs, il tourne dans plusieurs séries télévisées comme Angel, Nash Bridges. Il joue souvent des videurs, des bikers ou des gardes du corps.
En 2001, il tient le petit rôle de Bruiser dans Ocean's Eleven de Steven Soderbergh, aux côtés notamment de George Clooney. Il reviendra pour de petite apparition dans les deux autres films de la trilogie Ocean's : Ocean's Twelve (2004) et Ocean's Thirteen (2007).
En 2009, il intègre le Los Angeles Sheriff Department comme shérif de réserve.
Il meurt le 26 novembre 2024 à Covington, Louisiane (États-Unis) d’une crise cardiaque,.

## Palmarès
- Universal Wrestling Federation
  - UWF Israeli Championship (1 fois)[8]

## Filmographie

### Acteur

#### Cinéma
- 1991 : For Parents Only de Bill Shepherd : The Wrench
- 1991 : Shock 'Em Dead de Mark Freed : un garde
- 1993 : Back in Action de Steve DiMarco et Paul Ziller : un gangster de Kasajian
- 1993 : Terminal USA de Jon Moritsugu : Big Tony
- 1994 : Silent Fury d'Eric Louzil : Crusher
- 1994 : Dangerous Waters d'Alex Wright : Carlito
- 1995 : Savate d'Isaac Florentine : Bruno the Horrible
- 1995 : The Set Up de Strathford Hamilton : Maniac (non crédité)
- 1996 : Lone Tiger de Warren A. Stevens : Sonic Boom
- 1997 : Dilemma d'Eric Larsen et Eric Louzil : un garde
- 1997 : High Voltage d'Isaac Florentine : un biker
- 1997 : Voici Wally Sparks (en) (Meet Wally Sparks) de Peter Baldwin : un catcheur américain
- 1997 : Menace toxique (Fire Down Below) de Félix Enríquez Alcalá : Pimple
- 1998 : Centurion Force de Troy Cook : Nicky
- 1998 : The Misadventures of James Spawn de Joone : Sergent Drill
- 1999 : P.U.N.K.S. (vidéo) de Sean McNamara : un prisonnier
- 1999 : The Prophet de Fred Olen Ray : un biker
- 1999 : Le Dernier des Dragons (Bridge of Dragons) d'Isaac Florentine : Belmont
- 1999 : Final Voyage de Jim Wynorski : Russ
- 2000 : The Black Rose de Steven Rush : Armand
- 2000 : Les Pierrafeu à Rock Vegas (The Flintstones in Viva Rock Vegas) de Brian Levant : boxeur (non crédité)
- 2000 : Just Sue Me de John Shepphird : le chauffeur
- 2000 : Agent destructeur (Agent Red) de Damian Lee et Jim Wynorski
- 2001 : Carman: The Champion de Lee Stanley : Big Mike
- 2001 : Southlander: Diary of a Desperate Musician de Steve Hanft
- 2001 : Crash Point Zero de Jay Andrews : Bear
- 2001 : Tomcats de Gregory Poirier : un biker (non crédité)
- 2001 : The One de James Wong : un prisonnier (non crédité)
- 2001 : Ocean's Eleven de Steven Soderbergh : Bulldog « the Bruiser »
- 2002 : Le Roi Scorpion (The Scorpion King) de Chuck Russell : le tortionnaire
- 2002 : Spider-Man de Sam Raimi : le catcheur qui crie (non crédité)
- 2003 : Lost Treasure de Jim Wynorski : Crazy Joe
- 2004 : Starsky et Hutch (Starsky & Hutch) de Todd Phillips : Fat Ron
- 2004 : Terminal Island de Jason Apuzzo : Frank
- 2004 : Max Havoc : La malédiction du dragon (Max Havoc: Curse of the Dragon) d'Albert Pyun et Isaac Florentine : un biker dans le bar
- 2004 : Ocean's Twelve de Steven Soderbergh : Bruiser
- 2005 : Braqueurs amateurs (Fun with Dick and Jane) de Dean Parisot : un employé du magasin
- 2006 : Blood Ranch (vidéo) de Corbin Timbrook : Mute
- 2006 : Cain and Abel de Shane Woodson : Yuri
- 2006 : Vagabond de Leonard South : Carnivore
- 2007 : Big Movie de Jason Friedberg et Aaron Seltzer : Rubeus Hagrid (non crédité)
- 2007 : Ocean's Thirteen de Steven Soderbergh : Bruiser
- 2007 : What We Do Is Secret de Rodger Grossman : un biker
- 2007 : Harry Potter in the Hood (vidéo) de Sean Haines et Allan Murray : Hagrid
- 2008 : Placebo de Keith Feighan : Ed
- 2009 : Lost in the Woods de Jim Wynorski : Kurt
- 2010 : For Christ's Sake de Jackson Douglas : Gordy
- 2010 : The Sinners d'Anthony Rolfes : Officier Rains
- 2010 : Changing Hands de Scott L. Schwartz : Sergent Mike Smith
- 2010 : Banlieue interdite (Wrong Side of Town) de David DeFalco : Deacon
- 2010 : Listen to Your Heart de Matt Thompson : Greg
- 2010 : Alligator X d'Amir Valinia : Larry Boudreaux
- 2010 : Daddy's Home de Justin Price : Cruz
- 2012 : Betrayal de Jack Topalian : Misha
- 2013 : Inventing Adam de Richie Adams : Morty

#### Télévision
- 1990 : UWF Fury Hour (émission TV)
- 1996 : The Tonight Show with Jay Leno (émission TV) - 1 épisode : Big Hairy Brute
- 1999 : Le Flic de Shanghaï (Martial Law) - Saison 1, épisode 16 : Boris (non crédité)
- 1999 : Jackie's Back! (téléfilm) de Robert Townsend : un biker qui se bat
- 1999 : V.I.P. - Saison 2, épisode 5 : Mo Big (non crédité)
- 1999 : Angel - Saison 1, épisode 10 : un garde du corps
- 2000 : Lost in Oz (téléfilm) de Michael Katleman : Town Crier
- 2001 : Black Scorpion - Saison 1, épisode 1 : l'un des voleurs
- 2001 : Nash Bridges - Saison 6, épisode 11 : Pierre LaFoote
- 2002 : The Tick - Saison 1, épisode 8 : Rex (non crédité)
- 2002 : Return to the Batcave: The Misadventures of Adam and Burt (téléfilm) de Paul A. Kaufman : l'homme de main Curly
- 2004 : Oliver Beene - Saison 2, épisode 10 : masseur
- 2004 : Star Trek : Enterprise - Saison 4, épisode 4 : un garde d'Orion
- 2009 : Les Feux de l'amour (The Young and the Restless) - Épisodes 9 110, 9112 et 9 119 : Amos Slaughte
- 2009 : Ctrl - 10 épisodes : agent de sécurité
- 2009 : Journey to Promethea (téléfilm) de Dan Garcia : Kronin
- 2011 : The Young & Rebellious - Saison 1, épisodes 4, 10 et 13 : Pit Bull
- 2011 : Mentalist (The Mentalist) - Saison 4, épisode 8 : le videur
- 2011 : Pet Crazy - Saison 1, épisode 4 : Baracuda
- 2012 : Wonder Girls (téléfilm) d'Ethan Lader : le videur
- 2012 : Castle - Saison 5, épisode 2 : le grand garde
- 2012 : Not Now John - Saison 1, épisodes 5 et 10 : Cecil Klein

#### Jeux vidéo
- 2001 : V.I.P. : Mo Big
- 2002 : Buffy contre les vampires ( Buffy the Vampire Slayer) : un biker vampire

### Cascadeur
- 1997 : Dilemma d'Eric Larsen et Eric Louzil
- 1998 : Le Géant et moi (My Giant) de Michael Lehmann
- 1999 : Los Angeles Heat - Saison 2, épisode 20
- 2000 : Gedo (vidéo) de Talun Hsu
- 2000 : Les Aventures de Rocky et Bullwinkle (The Adventures of Rocky and Bullwinkle) de Des McAnuff
- 2000 : Agent destructeur (Agent Red) de Damian Lee et Jim Wynorski
- 2002 : Crazy as Hell d'Eriq La Salle
- 2002 : Spider-Man de Sam Raimi (non crédité)
- 2007 : Big Movie de Jason Friedberg et Aaron Seltzer
- 2007 : Weeds - Saison 3, épisode 8
- 2011 : Homecoming (court-métrage) de Gursimran Sandhu (coordinateur des cascades)